# 1Up.com
1Up.com war ein US-amerikanisches Onlinemagazin mit Schwerpunkt auf Computerspielen.

## Geschichte
1Up.com wurde 2003 vom Medienunternehmen Ziff Davis als Webpräsenz des Computerspielmagazins Electronic Gaming Monthly ins Leben gerufen, da das Magazin durch den Verkauf von GameSpot an die Sendai Media Group eine neue Onlinepräsenz benötigte. 1Up entwickelte sich mit der Zeit zum zentralen Onlineangebot aller Computerspielpublikationen des Verlags. Die Website beinhaltete redaktionelle Berichte, Nachrichten, Computerspielrezensionen und Videobeiträge. Ähnlich wie ein Printmagazin veröffentlichte 1Up.com spezielle einwöchige „Online-Titelstorys“ (beispielsweise zu SoulCalibur III, The Legend of Zelda: Twilight Princess und Virtua Fighter 5). Das bedeutete täglich neue Beiträge zum Thema in Form von neuen Detailberichten, Entwicklerinterviews, Screenshot-Galerien, Videomitschnitten des Spiels und/oder Videodokumentationen über das Entwicklerstudio bzw. die Entwickler.
2006 stellte Ziff Davis das Computerspiel-Printmagazin Computer Gaming World zugunsten des neugegründeten Magazins Games for Windows ein. Die Website des Magazins wurde ebenfalls in 1Up integriert. Mit der Einstellung des Magazins im April 2008 wurde das Format als reine Onlinepublikation im Rahmen von 1Up fortgeführt.
1Up wurde 2009 an das zur Hearst Corporation gehörende Onlinenetzwerk UGO Networks verkauft, das 2011 seinerseits von der News-Corp-Tochter IGN übernommen wurde. Schließlich wurde IGN im Februar 2013 von Ziff Davis übernommen, wodurch 1Up wieder in den Besitz seines ursprünglichen Verlags kam. Kurz nach der Übernahme kündigte Ziff Davis jedoch an, dass sich das Unternehmen auf die Formate IGN und AskMen konzentrieren wolle. 1Up wurde zusammen mit GameSpy und UGO Entertainment eingestellt, ein Teil der Redaktionsmitglieder wurde zu IGN transferiert.